# Lázaro Salazar
Lázaro Salazar (La Habana, Cuba, 4 de febrero de 1912 - México, 25 de abril de 1957) apodado "El Príncipe de Belén", por su porte elegante; fue un jugador de béisbol zurdo para tirar y para batear, tanto en Cuba, Estados Unidos, México y Venezuela.  Mánager de equipos de béisbol en México. Jugó todas las posiciones. Ingresado al salón de la fama en Venezuela, México y Cuba.

## En Cuba
En Cuba jugó 15 temporadas para 3 equipos: Santa Clara (3), Marianao (4) y Almendares,(8), para un .293 de por vida. Obtuvo el campeonato dos torneos consecutivos al frente de los Leopardos de Santa Clara en la década del 30. En total como dirigente se llevó para su vitrina personal 94 victorias.

## En Estados Unidos
En Estados Unidos jugó como jardinero en las Ligas Negras con varios clubes, entre ellos en el Cuban Stars (West), New York Cubans.

## En México
Consiguió dos títulos de bateo, con .401 en la campaña de 1934-35 y .316 en la contienda de 1940-41. Fue el último jugador de la Liga profesional en ganar un liderato de bateadores por encima de los 400 puntos. En total conectó seis veces por encima de los 300. Como pitcher lanzó 99 y completó 35, ganó 35 partidos y perdió 24, para un porcentaje de .593.
Jugó en la Liga Mexicana de Béisbol y debutó en 1938 para los Cafeteros de Córdoba, como picher y como manager, con el que consiguió el título en 1939. Estuvo con el primer juego ganado al equipo de Monterrey el 20 de mayo de 1939, el Carta Blanca.El 1 de octubre, en el último juego de a temporada en el inning 16, Lázaro se robó el Home para lograr el primer campeonato de su historia, con Cafeteros. Paso a los Azules de Veracruz, y en 1941, les dio el campeonato. Luego estuvo con los Industriales -después los Sultanes de Monterrey- con los que logró los campeonatos en 1943, 47, 48, 49. En 1956 les dio el título a los Diablos Rojos del México.
En total conectó seis veces por encima de los 300. Como pitcher lanzó 99 y completó 35, ganó 35 partidos y perdió 24, para un porcentaje de .593. Es el mejor manager extranjero de todos los tiempos en México.

## En Venezuela
Salazar jugó y dirigió en Venezuela. Mientras lanzaba para el equipo Gavilanes de Maracaibo, formó parte del juego más largo en la historia del béisbol venezolano, en un juego de 20 innings que duró 6 horas, 20 minutos, en el que perdió 1 -0, en un duelo de pitcheo ante Andrés Julio Báez [Grillo B] del equipo de Pastora, en Maracaibo el 5 de mayo de 1938. 
Más tarde consiguió con el Navegantes del Magallanes de la Liga Venezolana de Béisbol Profesional, dirigiendo durante siete temporadas consecutivas desde 1949 hasta 1956, lo que lleva el equipo a dos títulos.

## Reconocimientos
Recibió dos premios como Jugador Más Valioso, en la contienda de 1934-35 y otro en el torneo de 1937-38.
Es el manejador con más campeonatos (7) en la Liga Mexicana de béisbol. Salazar fue elegido al Salón de la Fama del Béisbol Cubano en 1954. Su ingreso al Salón de la Fama del Beisbol Mexicano fue en 1964. También ganó la introducción al Salón de la Fama y Museo del Béisbol Venezolano en 2010.
En la Liga Mexicana de Béisbol tiene el récord de más campeonatos ganados con siete.

## Muerte
Lázaro Salazar murió el 25 de abril de 1957, de un infarto agudo al miocardio fulminante en el dogout (caseta) del parque de beisbol del Seguro Social en un juego que se realizaba en la Ciudad de México. A pesar de haber recibido tratamiento por los servicios médicos no pudo ser rescatado. Tenía 45 años.